# Neomysis mercedis
Neomysis mercedis är en kräftdjursart som beskrevs av Edward Morell Holmes 1897. Neomysis mercedis ingår i släktet Neomysis och familjen Mysidae. Inga underarter finns listade i Catalogue of Life.